# Testimony (Album)
Testimony ist ein Jazzalbum von Howard Johnson und seiner Tubaformation Gravity. Die 2016 in den MSR Studios, New York entstandenen Aufnahmen erschienen am 3. März 2017 auf Tuscarora Records. Es war nach Gravity!!! (1995) und Right Now! (1998) das dritte Album mit seiner Tubaband und gleichzeitig das letzte von Howard Johnson veröffentlichte Album, der Anfang 2021 im Alter von 79 Jahren starb.

## Hintergrund
Howard Johnsons Gravity ist ein Ensemble, das sich ausschließlich dem tiefen Ton (hauptsächlich mit der Tuba) mit Solisten und Rhythmusgruppe widmet. Howard Johnson veröffentlichte mit seiner Band  in den 1990er-Jahren zwei Alben bei Verve. Bei dem dritten und letzten Album arbeitete er erneut mit Dave Bargeron, Earl McIntyre, Joseph Daly, Bob Stewart sowie mit Velvet Brown und Joe Exley. Hinzu kamen Gastbeiträge von Howard Johnsons Tuba spielender Tochter Nedra Johnson. Begleitet wurde das Tubensemble von der Rhythmusgruppe von Carlton Holmes am Piano, Melissa Slocum am Bass und Buddy Williams am Schlagzeug. CJ Wright, Butch Watkins und Mem Nahadr liefern Hintergrundgesang zum Song „Working Hard for the Joneses“. Die Musik des Albums enthält Originalkompositionen von Howard und Nedra Johnson, zwei Kompositionen von McCoy Tyner, weitere von Carole King („Natural Woman“ von 1967), Wilton Felder und Bob Neloms. Das Album wurde von Joseph Daley produziert, der auch als Mitglied von Johnsons Tubachor Gravity mitspielte.

## Titelliste
- Howard Johnson and Gravity: Testimony (Tuscarora Records 17-001)[1]

1. Testimony (Howard Johnson) 6:04
2. Working Hard for the Joneses (Nedra Johnson) 4:12
3. Fly with the Wind (McCoy Tyner) 11:16
4. Natural Woman (Gerry Goffin, Carole King, Jerry Wexler) 4:51
5. High Priest (McCoy Tyner) 6:19
6. Little Black Lucille (Howard Johnson) 6:22
7. Evolution (Bob Neloms) 8:55
8. Way Back Home (Wilton Felder) 5:34

## Rezeption
Nach Ansicht von Roger Farbey, der das Album in All About Jazz rezensierte, sei ein wichtiger Faktor dieser Aufnahme, der durch die Schlussnummern „Evolution“, die durch Johnsons flinkes Solo verbessert wurden, und das „Way Back Home“ bestätigt wird, dass die Tuba trotz der Herausforderungen, die sich aus der Unermesslichkeit des Instruments ergeben, mehr als fähig ist, sowohl Lead- als auch Improvisationsrollen erfolgreich auszuführen. Wenn diese erstaunlich proportionierten Blechblasinstrumente, wie hier zu hören, in einem Ensemble-Arrangement auftreten und alle Erwartungen und vielleicht sogar die Gesetze der Physik durcheinander bringen, sei der Effekt wie eine wahre moderne nuklearbetriebene Birth of the Cool.
Angelo Leonardi schrieb in der italienischen Ausgabe von All About Jazz, die Musik bleibe auch auf Johnsons drittem Gravity-Album brillant, und es gebe keine Anzeichen von Müdigkeit, trotz der 75 Jahre des Bandleaders, der 74 Jahre von Bargeron und der 72 Jahre von Bob Stewart. Howard Johnsons Arrangements würden die gleichen Ausdruckskoordinaten wiedergeben: einen lebendigen und swingenden zeitgenössischen Mainstream, in dem die lebendigen Harmonisierungen des Kollektivs die virtuosen Solo-Interventionen verstärken.
Philip Booth schrieb in JazzTimes: „Das Album dokumentiert die anhaltende Vitalität des 75-jährigen Johnson als Spieler und ist ein weiterer Beweis für die Lebensfähigkeit seines Instruments im Modern Jazz.“ Gravity, Johnsons Chor aus tieftönenden Hörnern, liefere ansprechend reichhaltige und dunkle Texturen, beginnend mit dem Titeltrack, dem ersten von mehreren, auf dem der Leader seine Fähigkeiten als Improvisator zur Schau stelle.
´´
George W. Harris (Jazz Weekly) meinte, Howard Johnson habe sich einen Ruf als einer der wenigen Künstler erarbeitet, die in der Lage seien, die unhandliche Tuba in den Vordergrund des modalen Jazz zu rücken. Die Stärke der Tuba seien hier am lebendigsten, ebenso wie ihre Schwächen. Auf der anderen Seite erhalte man erstaunlich reichhaltige und herrliche Harmonien in den Songs, die auf John Coltranes „Africa [Brass]“ oder Hank Mobleys „High Voltage“ bei aufregenden Stücken wie „Testimony“ und „Evolution“ hinweisen.